# Regionaler Naturpark Morvan

Logo des Naturparks

Plan des Naturparks

Der Regionale Naturpark Morvan (französisch Parc naturel régional du Morvan) schützt die Wälder und Heideflächen des Morvan. Dieses französische Mittelgebirge in der Region Bourgogne-Franche-Comté ist zu 60 % von dichten Mischwäldern bedeckt.
Der Naturpark wurde 1970 eingerichtet und ist mit einer Fläche von 281.400 ha einer der weitläufigsten Naturparks von Frankreich. Er umfasst 117 Gemeinden in den Départements Côte-d’Or, Nièvre, Saône-et-Loire und Yonne. Der Sitz der Parkverwaltung mit angeschlossener Ausstellung befindet sich in Saint-Brisson im Département Nièvre (47° 16′ 33″ N, 4° 5′ 55″ O).